# Thomas Foley (3e baron Foley)
Pour les articles homonymes, voir Thomas Foley et Foley.
Thomas Foley (22 décembre 1780 - 16 avril 1833), est un pair britannique et un homme politique whig. Il sert comme capitaine de l'honorable Corps des gentilshommes pensionnés de Lord Grey entre 1830 et 1833.

## Biographie
Il est le fils de Thomas Foley (2e baron Foley) et d'Henrietta Stanhope. Il succède à son père en 1793 en tant que troisième baron Foley et peut siéger à la Chambre des lords à son 21e anniversaire en 1801. Lorsque les Whigs prennent le pouvoir sous Lord Grey en 1830, Foley est nommé capitaine de l'honorable Corps des gentilshommes pensionnés, poste qu'il occupe jusqu'à sa mort précoce en 1833 . En 1830, il est admis au Conseil privé. En plus de sa carrière politique, il est également Lord Lieutenant du Worcestershire de 1831 à 1833 et maître du Quorn Hunt de 1805 à 1806.

## Famille
Lord Foley épouse Cecilia Olivia Geraldine FitzGerald (3 mars 1786 - Londres, 27 juillet 1863), fille de William FitzGerald (2e duc de Leinster), à Boyle Farm, à Kingston upon Thames, le 18 août 1806. Il meurt à Londres en avril 1833, à l'âge de 52 ans, et son fils, Thomas Foley (4e baron Foley), lui succède dans la baronnie, ainsi que comme whip en chef du gouvernement Whig. Lady Foley est décédée en 1863 .